# Silene yarmalii
Silene yarmalii är en nejlikväxtart som beskrevs av D. Podlech. Silene yarmalii ingår i släktet glimmar, och familjen nejlikväxter. Utöver nominatformen finns också underarten S. y. gillii.